# Frente de Reconstrucción Nacional
El Frente de Reconstrucción Nacional fue una coalición de partidos políticos ecuatorianos, en la década de los 80.
Esta agrupación de tiendas políticas participó con un candidato único, León Febres-Cordero Ribadeneyra, en las elecciones presidenciales de Ecuador de 1984, obteniendo la victoria en segunda vuelta. 

## Historia
La agrupación se conformó previo a las elecciones presidenciales que buscaban al sucesor de Osvaldo Hurtado. La mayoría de estos partidos se identificaban con la tendencia liberalista.
Se presentaron a las elecciones de 1984 con León Febres-Cordero, candidato del Partido Social Cristiano, que pertenecía a esta alianza. Durante estas, alcanzaron un lugar en la segunda vuelta electoral, para luego hacerse con la presidencia, derrotando al candidato de la Izquierda Democrática Rodrigo Borja. Esta ha sido la alianza más amplia en llegar al poder, compuesta por 6 partidos oficializados por el Tribunal Supremo Electoral.

## Integrantes
El frente estaba conformado por distintos partidos políticos de oposición al gobierno de Hurtado.
- Partido Social Cristiano
- Partido Conservador Ecuatoriano
- Partido Liberal Radical Ecuatoriano
- Partido Nacionalista Revolucionario
- Coalición Institucionalista Democrática
- Federación Nacional Velasquista